# 坂本良隆
坂本 良隆（さかもと よしたか、1898年10月1日 - 1968年5月21日）は、日本の指揮者、作曲家。

## 人物・来歴
岩手県盛岡市出身。1921年ドイツに留学。1925年ベルリン音楽大学指揮科卒。パウル・ヒンデミット、シュタイン、ヴァルター・グマインドル、山田耕筰、信時潔らに師事。指揮者活動のほか作曲作品も多い。島根大学教授と大阪音楽大学講師を務めた。作曲とピアノの教え子に牛腸征司がいる。

## 市町村歌
- 久慈市民歌（作詞：滝田常晴）
- 江津市歌（作詞：米沢天涯）

## 校歌
- 中央大学校歌（作詞：石川道雄）
- 岩手県立盛岡第四高等学校校歌（作詞：目時隆太郎）
- 巣鴨中学校・高等学校学園歌（作詞：佐藤春夫）
- 筑陽学園中学校・高等学校校歌（作詞：原田種夫）
- 久慈市立久慈中学校校歌（作詞：砂子彦三郎）
- 久慈市立宇部中学校校歌（作詞：小田観螢）
- 久慈市立宇部小学校校歌（作詞：小田観螢）
- 日高川町立川中中学校校歌（作詞：西川好次郎）
- 壬生町立南犬飼中学校校歌（作詞：勝承夫）
- 狛江市立狛江第三小学校校歌（作詞：佐藤佐太郎）
- 福山暁の星小学校校歌（作詞：溝入杜水）

## 著書
- 『管弦楽の指導』音楽之友社 新音楽教育叢書 1949
- 『指揮法入門』音楽之友社 音楽入門叢書 1952
- 『幼な心 主題歌集』編曲 水星社 1959

### 編共著
- 『木笛教則本 ソプラノ笛』編 音楽之友社 1943
- 『日本民謡曲集』正続　音楽之友社 音楽の友歌集 1956‐59
- 『音楽概論』千蔵八郎共著 全音楽譜出版社 1962

### 翻訳
- ヨハン・ヨーゼフ・フックス『古典対位法』音楽之友社 1950
- パウル・ヒンデミット
  - 『和声学』音楽之友社 1952
  - 『音楽家の基礎練習』千蔵八郎共訳 音楽之友社 1957